# Magda (osada)

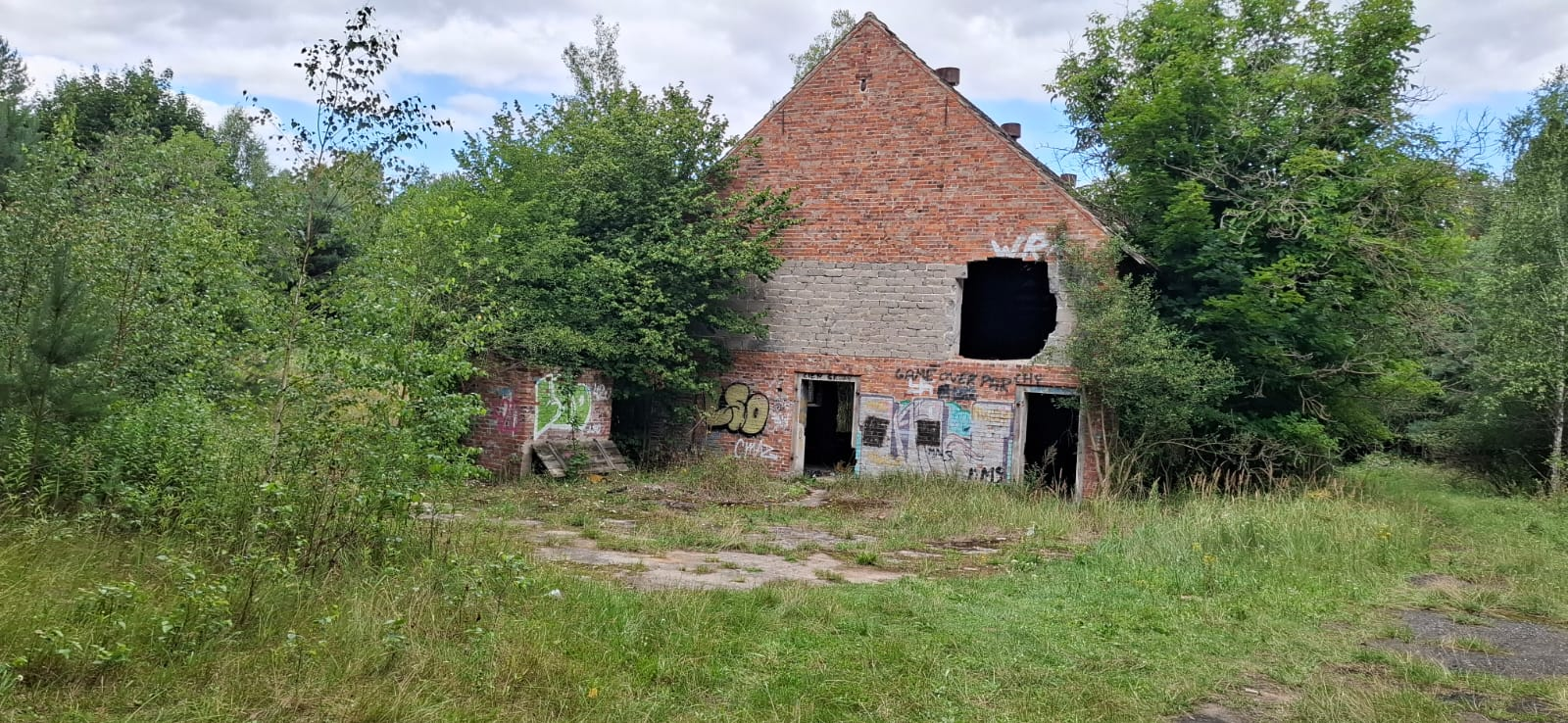
Jeden z opuszczonych domów w miejscowości Magda

Magda – osada w Polsce położona w województwie opolskim, w powiecie strzeleckim, w gminie Kolonowskie. W Magdzie znajduje się kilka opustoszałych budynków mieszkalnych, na których często można zobaczyć graffiti – żaden z nich nie jest już zamieszkany.